# Іткуч
Іткуч (рос. Иткуч) — село Турочацького району, Республіка Алтай Росії. Входить до складу Курмач-Байгольського сільського поселення.
Населення — ненаселене (2015 рік).